# Lepidodactylus magnus
Lepidodactylus magnus este o specie de șopârle din genul Lepidodactylus, familia Gekkonidae, descrisă de Walter Varian Brown și Parker 1977. Conform Catalogue of Life specia Lepidodactylus magnus nu are subspecii cunoscute.